# Чаган-Чквиши
Чаган-Чквиши (груз. ჭაგან-ჭყვიში) — село в Грузии, на территории Ванского муниципалитета края (мхаре) Имеретия.

## География
Село находится в западной части Грузии, на левом берегу реки Риони, на расстоянии приблизительно 6 километров (по прямой) к западо-северо-западу от города Вани, административного центра муниципалитета. Абсолютная высота — 29 метров над уровнем моря.

## Население
По результатам официальной переписи населения 2014 года, в Чаган-Чквиши проживало 418 человек (212 мужчин и 206 женщин). В национальной структуре населения грузины составляли 99,3 %, русские — 0,7 %.
| Год  | Население, человек |
| ---- | ------------------ |
| 2002 | 489                |
| 2014 | ↘ 418              |